# Frank Kratovil
Frank M. Kratovil Jr. (ur. 29 maja 1968) – amerykański polityk, członek Partii Demokratycznej. W latach 2009–2011 przez jedną kadencję Kongresu Stanów Zjednoczonych był przedstawicielem pierwszego okręgu wyborczego w stanie Maryland w Izbie Reprezentantów Stanów Zjednoczonych.